# 拉洛乡
拉洛乡（藏語：ལ་ལྷོ་），是中华人民共和国西藏自治区日喀则市萨迦县下辖的一个乡镇级行政单位。

## 行政区划
拉洛乡下辖以下地区：
塔村、秋桑村、觉村、卡玉村、章吉村、鲁定村、加布村、帮村、达普村、色瓦村、德庆村、多才村、秋洛村、初祖村和达那村。